# Вільмош Шипош
Вілмош Шипош (угор. Vilmos Sipos) або Вілім Шипош (сербохорв. Vilim Šipoš, 24 січня 1914, Вільгельмсбург — 25 липня 1978, Париж) — угорський та югославський футболіст. У своїй кар'єрі він виступав за дві збірні — Югославії та Угорщини.

## Кар'єра

### Клуб
За словами одного з його родичів зі Сремської Мітровиці, Вілім Шипош народився на кораблі, що плавав по Дунаю, на якому його мати працювала кухарем. У Футбольній асоціації Угорщини (де він грав у 1942—1946 роках) офіційно вказано, що він народився 24 січня 1914 року у Вільгельмсбурзі, Австрія, приблизно за п'ятдесят кілометрів на захід від Відня, оскільки це було місце, де стояв човен на момент його народження.
Хлопчиком його привезли жити до своїх родичів у Сремську-Митровицю, де він почав грати у футбол за тамтешній клуб «Граджянскі». Звідти він прибув до Белграда, де в 1931 році, будучи 17-річним, зіграв шість матчів і забив один гол за белградський клуб «Югославія». А вже через кілька місяців він виїхав до Загреба і перейшов у місцевий «Граджянскі», чиї кольори він почав з великим успіхом захищати в чемпіонському сезоні 1932/33.
Представляючи два найвідоміші клуби Югославії та ставши гравцем національної збірної, інтерес іноземних клубів до гравця став зростати і влітку 1934 року він поїхав до Швейцарії, де грав за «Янг Бойз» з Берна (1935), а потім до Франції, де представляв «Сет» (1936).
Після втручання віце-президента «Граджянскі», загребського промисловця Густава Мацельского, його повернули з Франції до загребського клубу за 100 000 французьких франків. Проте вже в 1939 році Шипош був проданий румунському клубу «Рапід» з Бухареста. Після початку Другої світової війни та окупації Югославії Шипош продовжив грати у Румунії. Протягом цього періоду він виграв 4 кубки Румунії поспіль — у 1939, 1940, 1941 та 1942 роках.
У 1942 році футболіст поїхав до Будапешта і з 18 жовтня 1942 року до 26 травня 1946 року провів 121 гру за будапештський «Ференцварош», забивши 32 голи і виграв з командою дві срібні медалі чемпіонату та здобув перемогу в Кубку Угорщини.
Після закінчення війни в 1945 році і коли Угорщина стала комуністичною країною, а «Ференцварош» втратив підтримку через свою націоналістичність і фінішував на невтішному 5-му місці в 1946 році, Шипош вирішив переїхати за кордон, і 1946 року прибув до Італії в «Болонью» яку тренував угорець Йожеф Віола. Нападник зіграв за цей клуб дев'ять ігор чемпіонату і пішов наступного літа, але залишився в Італії, де продовжив грати за кілька невеликих клубів, таких як «Корреджо», «Гроссето» та «Арсенале Мессіна».
Завершив кар'єру у Французькому Алжирі, де був гравцем і тренером команди «Жунес» з Орана. У цьому клубі він грав у 40-річному віці і паралельно працював тренером. Надалі він час від часу грав у Франції як гість в команді угорських емігрантів IRO Hungaria (1952).

### Збірні
За збірну Югославії провів 13 ігор і забив один гол. Дебютував 18 березня 1934 року проти Болгарії в Софії, а забив єдиний гол за Югославію 28 серпня 1938 року у матчі проти Чехословаччини (1:3) в Загребі. Останній матч у футболці з югославським гербом провів 7 травня 1939 року у матчі проти Румунії (0:1) в Бухаресті.
Будучи етнічним угорцем, в той час коли Югославія була окупована, не змагалась і мала невизначене майбутнє, Шипош був запрошений грати за збірну Угорщини, за яку дебютував у 1945 році у Будапешті проти Румунії (7:2). Другу і останню гру за угорців Шипош провів у 1946 році проти Австрії (2:3) у Відні, зігравши на правому фланзі.

## Подальше життя
За відсутності повної інформації про Шипоша достовірно лише те, що після завершення кар'єри гравця він оселився в Парижі, де прожив до кінця життя. За словами деяких його друзів із Загреба, він помер у 1978 році у Парижі.

## Виступи за збірну Югославії
| #   | Дата                 | Місце    | Суперник       | Результат | Голів | Турнір                               |
| --- | -------------------- | -------- | -------------- | --------- | ----- | ------------------------------------ |
| 1.  | 18 березня 1934 року | Софія    | Болгарія       | 1:2       | 0     | Товариська гра                       |
| 2.  | 17 червня 1935 року  | Софія    | Румунія        | 2:0       | 0     | Балканський кубок                    |
| 3.  | 20 червня 1935 року  | Софія    | Греція         | 6:1       | 0     | Балканський кубок                    |
| 4.  | 24 червня 1935 року  | Софія    | Болгарія       | 3:3       | 0     | Балканський кубок                    |
| 5.  | 3 квітня 1938 року   | Белград  | Польща         | 1:0       | 0     | Відбір на чемпіонат світу 1938 року. |
| 6.  | 8 травня 1938 року   | Бухарест | Румунія        | 1:0       | 0     | Кубок Едуарда Бенеша                 |
| 7.  | 22 травня 1938 року  | Генуя    | Італія         | 0:4       | 0     | Товариська гра                       |
| 8.  | 29 травня 1938 року  | Брюссель | Бельгія        | 2:2       | 0     | Товариська гра                       |
| 9.  | 28 серпня 1938 року  | Загреб   | Чехословаччина | 1:3       | 1     | Кубок Едуарда Бенеша                 |
| 10. | 6 вересня 1938 року  | Белград  | Румунія        | 1:1       | 0     | Кубок Едуарда Бенеша                 |
| 11. | 25 вересня 1938 року | Варшава  | Польща         | 4:4       | 0     | Товариська гра                       |
| 12. | 26 лютого 1939 року  | Берлін   | Німеччина      | 2:3       | 0     | Товариська гра                       |
| 13. | 7 травня 1939 року   | Бухарест | Румунія        | 0:1       | 0     | Кубок Едуарда Бенеша                 |

## Досягнення
- Ференцварош
  - Кубок Угорщини (2): 1942/43, 1943/44.

- Рапід Бухарест
  - Кубок Румунії (4): 1938/39, 1939/40, 1940/41, 1941/42.